# Obando (Valle del Cauca)
Pour les articles homonymes, voir Obando (homonymie).
Obando est une municipalité située dans le département de Valle del Cauca, en Colombie.